# Q-аналог
Q-аналог теоремы, тождества или выражения — это обобщение, вовлекающее новый параметр q, возвращающий исходную теорему, тождество или выражение в пределе при q → 1. Обычно математики интересуются q-аналогами, появляющимися естественным образом, а не выдумывают произвольные q-аналоги для известных результатов. Наиболее ранним q-аналогом являются базисные гипергеометрические ряды, которые изучались в XIX веке.
Q-аналоги чаще всего используются в комбинаторике и в теории специальных функций. В этих условиях предел q → 1 часто формален, так как q часто дискретен (например, он может представлять степень простого числа). Q-аналоги находят применение во многих областях, включая такие как изучение фракталов и мультифрактальных мер, и для выражения энтропии хаотических динамических систем. Связь с фракталами и динамическими системами возникает из факта, что многие фрактальные объекты имеют симметрии фуксовых групп в общем (см., например, статьи «Indra's pearls» и «Сетка Аполлония») и модулярной группы в частности. Связь проходит через гиперболическую геометрию и эргодическую теорию, где эллиптические интегралы и модулярные формы играют главную роль. Сами q-ряды тесно связаны с эллиптическими интегралами.
Q-аналоги появляются при изучении квантовых групп и в q-возмущённых супералгебрах. Связь здесь похожа на то, как теория струн строится на языке римановых поверхностей, что приводит к связи с эллиптическими кривыми, которые, в свою очередь, связаны с q-рядами.

## «Классическая»q-теория
Классическая q-теория начинается с q-аналогов для неотрицательных целых чисел. Равенство
{\displaystyle \lim _{q\rightarrow 1}{\frac {1-q^{n}}{1-q}}=n}
предполагает, что мы определяем q-аналог числа n, известный как q-скобка или q-число числа n, равным
{\displaystyle [n]_{q}={\frac {1-q^{n}}{1-q}}=1+q+q^{2}+\ldots +q^{n-1}.}
Выбор среди прочих возможностей конкретно этого q-аналога не имеет определённой причины, однако аналог возникает естественным образом в нескольких контекстах. Например, если решаем использовать обозначение [n]q для q-аналога числа n, можно определить q-аналог факториала, который известен как q-факториал, следующим образом
{\displaystyle {\begin{aligned}{\big [}n]_{q}!&=[1]_{q}\cdot [2]_{q}\cdots [n-1]_{q}\cdot [n]_{q}\\[6pt]&={\frac {1-q}{1-q}}\cdot {\frac {1-q^{2}}{1-q}}\cdots {\frac {1-q^{n-1}}{1-q}}\cdot {\frac {1-q^{n}}{1-q}}\\[6pt]&=1\cdot (1+q)\cdots (1+q+\cdots +q^{n-2})\cdot (1+q+\cdots +q^{n-1}).\end{aligned}}}
Этот q-аналог появляется естественным образом в нескольких контекстах. Что примечательно, в то время как n! подсчитывает число перестановок длины n, [n]q! подсчитывает перестановки с учётом числа инверсий. То есть, если inv(w) означает число инверсий перестановки w, а Sn — множество перестановок длины n, мы имеем
{\displaystyle \sum _{w\in S_{n}}q^{{\text{inv}}(w)}=[n]_{q}!}
В частности, можно получить привычный факториал путём перехода к пределу {\displaystyle q\rightarrow 1}.
Q-факториал имеет также краткое определение в терминах q-символа Похгаммера, базового строительного блока всех q-теорий:
{\displaystyle [n]_{q}!={\frac {(q;q)_{n}}{(1-q)^{n}}}.}
От q-факториалов можно перейти к q-биномиальным коэффициентам, известным также как гауссовы коэффициенты, гауссовы многочлены или гауссовы биномиальные коэффициенты:
{\displaystyle {\binom {n}{k}}_{q}={\frac {[n]_{q}!}{[n-k]_{q}![k]_{q}!}}.}
Q-степень определяется как
{\displaystyle e_{q}^{x}=\sum _{n=0}^{\infty }{\frac {x^{n}}{[n]_{q}!}}.}
Тригонометрические q-функции, вместе с q-преобразованием Фурье, определяются в этом же контексте.

### Q-аналоги в комбинаторике
Гауссовы коэффициенты подсчитывают подпространства конечного векторного пространства. Пусть q — число элементов конечного поля (Число q тогда равно степени простого числа, q = pe, так что использование буквы q целесообразно). Тогда число k-мерных подпространств n-мерного векторного пространства над полем с q элементами равно
{\displaystyle {\binom {n}{k}}_{q}.}
При стремлении q к 1 мы получаем биномиальный коэффициент
{\displaystyle {\binom {n}{k}},}
или, другими словами, число k-элементных подмножеств множества с n элементами.
Таким образом, можно рассматривать конечное векторное пространство как q-обобщение множества, а подпространства как q-обобщение подмножеств этого множества. Это плодотворная точка зрения для поиска интересных теорем. Например, имеются q-аналоги теоремы Шпернера и теории Рамсея.

## q→ 1
Обратно разрешению менять q и рассмотрению q-аналогов как отклонений можно рассматривать комбинаторный случай q = 1 как предел q-аналогов q → 1 (часто невозможно просто подставить q = 1 в формулу, так что приходится брать предел).
Это можно формализовать в поле с одним элементом, где комбинаторика представляется как линейная алгебра над полем с одним элементом. Например, группы Вейля являются просто алгебраическими группами над полем с одним элементом.

## Применение в физике
Q-аналоги часто обнаруживаются в точных решениях задач многих тел. В таких случаях предел при q → 1 соответствует относительно простой динамике, то есть без нелинейных возмущений, в то время как q < 1 даёт возможность взглянуть на сложный нелинейный режим с обратной связью.
Примером из атомной физики является модель создания молекулярного конденсата из ультрахолодного фермионного газа в условиях выметания внешнего магнитного поля с помощью резонанса Фешбаха. Этот процесс описывается моделью с q-возмущённой версией алгебры операторов SU(2) и решение описывается q-возмущёнными показательными и биномиальными распределениями.